# Mormia kulas
Mormia kulas är en tvåvingeart som först beskrevs av Quate 1962.  Mormia kulas ingår i släktet Mormia och familjen fjärilsmyggor. Inga underarter finns listade i Catalogue of Life.